# 赤坂遺跡
座標: 北緯35度10分28.0秒 東経139度38分02.8秒 / 北緯35.174444度 東経139.634111度

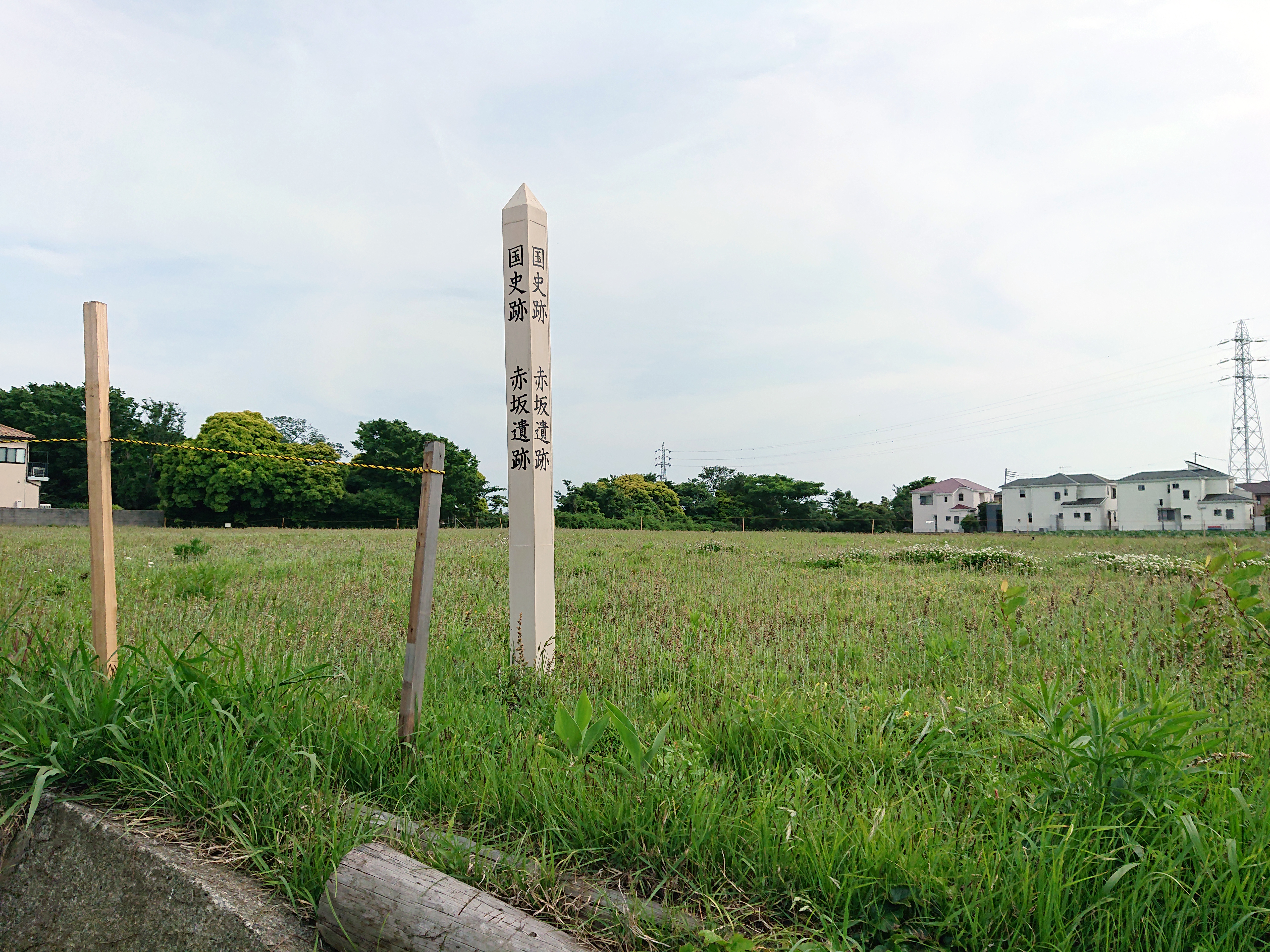
赤坂遺跡（2020年5月30日）

赤坂遺跡（あかさかいせき）は、神奈川県三浦市初声町（はっせまち）にある弥生時代中期後半から後期にかけての集落遺跡。国の史跡に指定されている。

## 概要
三浦半島南部、京急三崎口駅から350メートルほど南にある標高約50メートルの台地上に広がっている。国の史跡に指定された範囲は約4700平方メートルだが、その周囲を含めた実際の遺跡の範囲はおよそ70000平方メートルを測る。
赤坂遺跡に関する最初の記録は、1897年（明治30年）に東京帝国大学が刊行した『日本石器時代人民遺物発見地名表第2版』に掲載された相模国三浦郡初声村での遺物の出土記録であるという。その後、昭和初期には御用邸道路（三戸海岸から国道134号に接続する道路）建設の際に、赤星直忠が道路切通し面に竪穴建物の断面を発見し、弥生土器を採集し記録した。戦後になって、1966年（昭和41年）の立教大学の調査など、いくつかの発掘調査が行われるようになったが、1977年（昭和52年）に三浦市教育委員会と横須賀考古学会が赤星直忠を団長とする遺跡調査団を組織し、本格調査が開始された。2007年（平成19年）には、1977年（昭和52年）の調査から数えて第24次までの調査が行われている。
一連の発掘調査により、検出された竪穴建物は130軒以上を数え、15.0メートル×12.2メートルの巨大建物跡など、長辺が10メートルを超える建物跡が4軒検出された。また、出土した遺物は弥生土器のほか、青銅製品（銅釧・銅環・銅鏃など）、鉄製品（鉄製釣針・鉄斧など）、装身具類（ガラス小玉など）、石器（蛤刃石斧など）、有機質遺物（炭化米・クルミ・モモなど）、獣骨（シカ・イノシシなど）、骨角器（ 鹿角製簪など）、貝類（サザエ、バテイラ、アワビなど）、貝製品（ベンケイガイの製貝輪）などが豊富に出土した。他に建物内に貝層（貝塚）を伴う竪穴建物が発見されている。これらの成果により当遺跡は、弥生時代中期後半～後期にかけての三浦半島において、漁撈活動や海を利用した遠隔地との海上交流などで拠点的な役割を果たした大集落であることが判明した。
遺跡の中心部分となる約4700平方メートルの範囲は、2011年（平成23年）3月8日に国の史跡に指定された。また1992年（平成4年）の第8次調査での出土品は、2017年（平成29年）1月10日に三浦市指定有形文化財に指定された。出土品は、初声市民センター内の赤坂弥生学習室にて保管・展示されている。